# مهتاب زهتاب
مهتاب زهتاب عضو تیم ملی زیر ۲۱ سال کانوپولو در مسابقات مسابقات جهانی کانوپولوی بانوان سیراکوزای ایتالیا (۲۰۱۶) است. تیم ایران در این مسابقات به رده نهم دست یاف.